# Krupeț, Șostka
Krupeț (în ucraineană Крупець) este un sat în comuna Mîronivka din raionul Șostka, regiunea Sumî, Ucraina.

## Demografie
Componența lingvistică a localității Krupeț
     Ucraineană (93,18%)
     Rusă (6,25%)
     Alte limbi (0,28%)
Conform recensământului din 2001, majoritatea populației localității Krupeț era vorbitoare de ucraineană (93,18%), existând în minoritate și vorbitori de rusă (6,25%).